# Hugh Glass
Hugh Glass (Scranton, Pensilvania, 1783—Williston, Dakota del Norte 1833) fue un hombre de la frontera estadounidense, cazador de pieles, comerciante, cazador y explorador, conocido por su hazaña de supervivencia en el Oeste de Estados Unidos en el primer tercio del siglo XIX.
Poco se sabe sobre las primeras etapas de la vida de Glass. Probablemente nació en Pensilvania, se decía que de padres irlandeses, probablemente irlandeses-escoceses, y algunas historias muy adornadas sobre él afirman que fue marinero, un renuente pirata con Jean Lafitte y también un pawnee honorario. Mejor documentadas están sus campañas como explorador en la cuenca alta del río Misuri, en la región de los actuales estados de Dakota del Sur y Montana. 
Glass es famoso, sobre todo, por haber realizado un legendario viaje a través de regiones salvajes después de haber sido atacado y herido por una osa grizzly. Una película de 1971, titulada Man in the Wilderness, protagonizada por Richard Harris y John Huston, se inspira en esta historia. En 2015, la película El renacido, protagonizada por Leonardo DiCaprio, también se basa en este mismo relato.

## Expedición del General Ashley

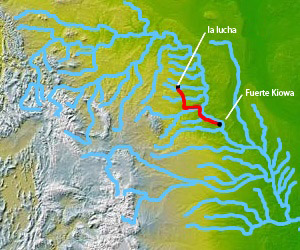
Recorrido del legendario viaje de regreso de Hugh Glass, malherido por el ataque de una osa.

La aventura más famosa de Glass comenzó en 1822, cuando respondió a un anuncio de la Missouri Gazette and Public Adviser de San Luis. Es muy conocido el anuncio, insertado por el general William Henry Ashley y su socio Andrew Henry, buscando un centenar de:

«[...] jóvenes emprendedores... para ascender el río Misuri hasta su nacimiento, donde serán empleados por uno, dos o tres años.
[...] enterprising young men . . . to ascend the river Missouri to its source, there to be employed for one, two, or three years.

Esos emprendedores serían conocidos como los «Cien de Ashley» (Ashley's Hundred) y, además de Glass, participaron en esa empresa otros destacados hombres de frontera y tramperos, como Jim Beckwourth, Thomas Fitzpatrick,  David Edward Jackson, John Fitzgerald, William Sublette, Jim Bridger y Jedediah Smith.
Desde principios del viaje, Glass se mostró como un experimentado trampero. Al parecer, en este viaje fue herido en una reyerta con los arikaras, y más tarde viajó con un grupo de trece hombres para relevar a los comerciantes de Fort Henry, en la desembocadura del río Yellowstone. La expedición, dirigida por Andrew Henry, tenía previsto remontar el río Misuri hasta el valle del río Grand, en la actual Dakota del Sur, y seguir después a través del valle del río Yellowstone. 

### La lucha

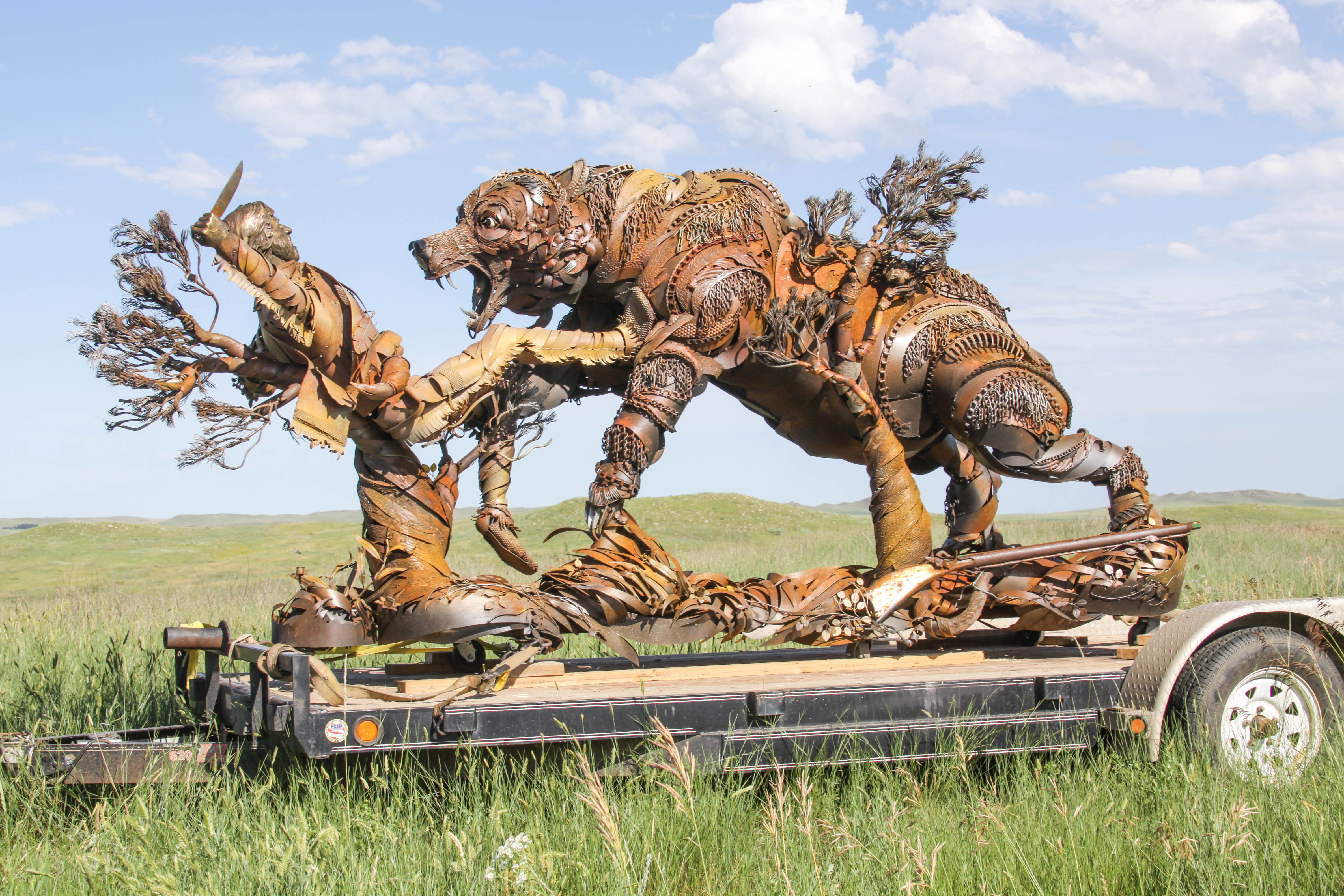
Escultura moderna de Hugh Glass luchando con la osa.

En agosto de 1823, mientras exploraba cerca de las fuentes del río Grand, en el actual condado de Perkins, Glass sorprendió a una osa grizzly con sus dos oseznos. Antes de que pudiera disparar su fusil, la osa lo atacó y derribó al suelo. Glass se levantó y con su cuchillo trató de apuñalarla, aunque el animal lo atacó con sus zarpas una y otra vez.
Glass consiguió matar a la osa con la ayuda de dos de sus compañeros, Fitzgerald y Bridger, pero quedó gravemente herido e incapaz de caminar. Cuando Glass perdió el conocimiento, Henry estaba convencido de que no sobreviviría a las heridas. Henry pidió dos voluntarios para quedarse con Glass hasta que muriera, para luego enterrarlo. Bridger (con 17 años) y Fitzgerald se ofrecieron, y el resto de la expedición siguió camino. Comenzaron a cavar su tumba y, como explicaron más tarde, al verse interrumpidos por un ataque de nativos americanos pertenecientes a los arikaras, tomaron el fusil, el cuchillo y otras pertenencias de Glass y se fueron. Bridger y Fitzgerald informaron a Henry, erróneamente, que Glass había muerto.

### La odisea del fuerte Kiowa
Cuando Glass recuperó la consciencia lo hizo solo para encontrarse abandonado, sin armas ni equipo, con tremendos dolores, una pierna rota, profundos zarpazos en la espalda que dejaban al aire sus costillas y todas sus heridas supurando infectadas. Glass estaba rengo y mutilado a más de 200 millas (320 km) del punto civilizado más cercano, el Fuerte Kiowa, en Misuri.
En uno de los más notables viajes que se han conocido, Glass recolocó el hueso de su propia pierna, y comenzó a arrastrarse envuelto en la piel de oso que sus compañeros habían dejado como sudario sobre él. Para evitar la gangrena, Glass dejó que los gusanos comieran la carne muerta de sus heridas.
Decidió que seguir el río Grand sería demasiado peligroso a causa de la hostilidad de los indios y siguió por tierra hacia el sur, hacia el río Cheyenne, llevándole seis semanas alcanzarlo. Glass sobrevivió comiendo mayoritariamente bayas silvestres y raíces. En una ocasión fue capaz de espantar dos lobos que comían un joven bisonte y se dio un festín de carne cruda. Al llegar al río Cheyenne, hizo una rudimentaria balsa y descendió por el río, usando como referencia el prominente hito paisajístico de Thunder Butte. Ayudado por unos nativos amistosos que le cosieron las heridas de la espalda, Glass llegó finalmente a la seguridad del Fuerte Kiowa.
Después de una larga recuperación, Glass se propuso localizar y vengarse de Bridger y de Fitzgerald. Cuando encontró a Bridger, en el actual Parque de Yellowstone, cerca de la desembocadura del río Bighorn, Glass no le hizo nada supuestamente a causa de su juventud. Cuando encontró a Fitzgerald y descubrió que se había incorporado al Ejército de los Estados Unidos, Glass supuestamente se refrenó, porque matar a un soldado de los EE. UU. estaba penado con la muerte. Sin embargo, le hizo devolver su fusil perdido. Glass le dijo a Fitzgerald que nunca se le ocurriera dejar el ejército porque en seguida le buscaría.

### Encuentro con los arikara
Glass y otros cuatro hombres fueron enviados por Ashley para encontrar una nueva ruta trampera, remontando el río Powder, y después cruzando hasta el río Platte y descendiendo hasta los riscos (bluffs). La partida comenzó en una bullboat, una especie de canoa con un armazón muy ligero de madera recubierto con pieles. Cerca del cruce con el río Laramie, descubrieron a unos treinta y ocho indios descansando, con varios indios en la orilla. Parecían ser amigables y los cazadores creyeron inicialmente que eran pawnees. Decidieron ir a tierra para comer con ellos, pero Glass descubrió que los indios en realidad pertenecían a la nación arikara que, después de varios encuentros, eran cualquier cosa menos amistosos con los blancos. El grupo rápidamente corrió hacia la bullboat y remaron hacia la orilla opuesta. Los indios nadaron tras ellos con rapidez y alcanzaron la orilla a la vez. Dos hombres, Marsh y Dutton, tuvieron suerte de huir y reunirse más tarde. Los otros dos, More y Chapman, fueron rápidamente atrapados y sacrificados. Glass tuvo la suerte de encontrar un grupo de rocas en el que se escondió, y no fue descubierto por los arikaras. Glass llevaba su cuchillo y pedernal en su bolsa. Emprendió el camino de regreso al Fuerte Kiowa y encontró un grupo de sioux, viajando con ellos hasta el fuerte.
La odisea de supervivencia de Glass ha sido contada en numerosos libros. Se le erigió un monumento cerca del lugar donde fue atacado por la osa, en la orilla sur del embalse Shadehill, en las fuentes del río Grand.

### Últimos años
Glass, una vez más, volvió a la frontera como cazador y comerciante de pieles. Más tarde fue empleado como cazador en la guarnición del Fuerte Unión. Murió, junto con otros dos compañeros cazadores, en el invierno de 1833 en el río Yellowstone, en un ataque de los arikara.
Según el libro The Deaths of the Bravos (Las muertes de los Bravos), de John Myers Myers, los arikara en abril de 1833 intentaron hacerse pasar como amistosos indios Minitaris a una partida de tramperos al servicio de la American Fur Company. Sin embargo, Johnson Gardner, uno de los tramperos, reconoció un rifle que uno de los indios tenía como el mismo rifle de Glass que Fitzgerald le devolvió después de su épico viaje de venganza siguiendo a Fitzgerald y Bridger cuando lo dieron por muerto en 1823. Alarmado por ello, Gardner pensó que eran los mismos arikara que habían matado a Glass y sus compañeros. Fueron capturados y luego ejecutados en venganza por la muerte de Hugh Glass.